# 益安國際
益安國際（YANION INTERNATIONAL HOLDINGS，前港交所上市編號：0082）是一家香港電子公司。益安國際是由梁華濟創辦，於2007年3月28日改名為第一視頻集團。
益安國際是錄音帶、DVD光碟機生產商，而第一視頻集團是科網股，曾受雷曼兄弟等投資10億。寫字樓在北京市海淀區北四環西路。前後兩家公司註冊地址都在百慕達。而益安國際以前的總部在荃灣青山道華力工業中心。

## 外部參考
1. ↑  .   [2009-02-20]. （原始内容存档于2017-12-01）.
2. ↑  第一视频，国有控股企业 （页面存档备份，存于）
3. ↑  第一視頻集團基本資料 （页面存档备份，存于）
4. ↑  益安國際基本資料 （页面存档备份，存于）

## 外部連結
- 益安製造